# Jaime Cibils Larravide
Jaime Federico Cibils Larravide, (Montevideo, Uruguay, 16 de mayo de 1872- ídem, 18 de enero de 1956) fue un magistrado uruguayo, miembro de la Suprema Corte de Justicia de su país entre 1940 y 1942.

## Primeros años
Nació en Montevideo el 16 de mayo de 1872, hijo de Federico Segundo Cibils Buxareo y Josefa Larravide. Era nieto por línea paterna de Jaime Cibils y Puig.

## Carrera judicial

### Interior del país
Luego de graduarse como doctor en Jurisprudencia en la Universidad Mayor de la República en el año 1896, comenzó su carrera como agente fiscal, desempeñándose entre otros destinos en Minas hasta 1901, cuando pasó a ocupar un cargo de adjunto en la fiscalía del entonces Ministerio de Gobierno.
Posteriormente pasó a desempeñarse como Juez Letrado, ocupando cargos, entre otros destinos, en Rocha, pasando en agosto de 1906 al mismo cargo en el departamento de Flores.

### Montevideo
En octubre de 1908 fue ascendido a Juez Letrado Departamental de la Capital.
En mayo de 1910 pasó a ocupar el cargo de Juez Letrado del Crimen de Primer Turno.
En junio de 1912 fue designado Juez Letrado en lo Civil de Segundo Turno, cargo en el que permaneció por una década.

### Tribunal de Apelaciones
En abril de 1922 fue ascendido al cargo de ministro del Tribunal de Apelaciones de Primer Turno. En julio de 1925 pasó a desempeñarse como integrante del Tribunal de Apelaciones de Segundo Turno (únicos dos tribunales de apelaciones entonces existentes hasta la creación del tercero en 1928). Permaneció en dicho cargo durante casi 15 años, totalizando casi 18 como miembro de ambos tribunales.

### Suprema Corte de Justicia
El 29 de febrero de 1940 la Asamblea General lo eligió, por unanimidad de los 89 legisladores asistentes, como ministro de la Suprema Corte de Justicia, para ocupar la vacante dejada por el retiro de Juan A. Méndez del Marco. Prestó juramento y asumió su cargo ese mismo día.
Ocupó la Presidencia de la Corte durante el año 1941.
Cesó en su cargo como ministro de la misma en mayo de 1942, al cumplir 70 años, edad máxima establecida por la Constitución uruguaya para el ejercicio de la magistratura judicial. La vacante dejada por su retiro y la producida por el fallecimiento de Zoilo Saldías, ocurrido poco antes, fueron ocupadas por Juan M. Minelli y José B. Nattino.

## Consejo de Estado y otros cargos públicos
Tras el golpe de Estado del 21 de febrero de 1942 y la disolución de las Cámaras de Senadores y Representantes, el presidente Alfredo Baldomir creó un cuerpo denominado Consejo de Estado para cumplir el rol de órgano legislativo hasta la elección de un nuevo Parlamento. En julio de 1942 Cibils Larravide fue designado por Decreto-ley promulgado por el Poder Ejecutivo de facto para integrar dicho Consejo.
Ocupó dicho cargo hasta la disolución del Consejo en febrero de 1943 al restablecerse el régimen constitucional con la entrada en funciones  de las nuevas Cámaras electas en las elecciones de noviembre de 1942, luego de aprobada la nueva Constitución de 1942.
En abril de 1943 fue nombrado delegado del Poder Ejecutivo ante una Comisión de Estudio y Conciliación para mediar entre la empresa de tranvías Sociedad Comercial de Montevideo y sus obreros. En setiembre del mismo año fue nombrado miembro titular del Jurado Nacional en materia de conciliación y arbitraje de arrendamientos rurales cargo que desempeñó hasta su renuncia en julio de 1946.
En octubre de 1945 fue designado como integrante de un Tribunal Extraordinario para reclamaciones de funcionarios públicos destituidos desde 1931, pero renunció a dicho cargo.

## Vida personal y fallecimiento
Contrajo matrimonio con María Inés Hamilton Callorda, unión de la que nacieron dos hijos, Federico Cibils Hamilton (también abogado) y Elia Cibils Hamilton.
Cibils Larravide falleció el 18 de enero de 1956, a los 83 años de edad.